# Bob Bouma
Alfred Leonard (Bob) Bouma (Groningen, 30 december 1929 – Baarn, 17 september 2009) was een Nederlands televisiepresentator.

## Carrière
Hij begon zijn carrière als journalist bij het toenmalige Nieuwsblad van het Noorden. Begin jaren zestig maakte hij de overstap naar de KRO-televisie. Daar werd hij vooral bekend als presentator van de filmquiz Voor een briefkaart op de eerste rang. Hij begon dit in 1969 voor het eerst uitgezonden programma altijd met "Lieve dames, beste heren". Ooit noemde hij in dit programma Catherine Deneuve "de mooiste vrouw ter wereld". In 1982 verdween het programma van het scherm maar keerde in 2000 met een andere presentator kortstondig terug.
Ook presenteerde Bouma de tv-quiz Cijfers en Letters bij de KRO. In het tv-programma Hints, dat in de jaren tachtig door Frank Kramer werd gepresenteerd, was hij samen met Marijke Merckens een van de teamleiders.
In 2001 was hij nog te zien in het jubileumprogramma ter gelegenheid van vijftig jaar televisie in Nederland. Vijf jaar later was hij ook van de partij in de TV Comeback-aflevering over Kick Stokhuyzen van Omroep MAX.

## Privé
Bouma was een zoon van Siebe Jan Bouma (1899-1959), stadsarchitect van Groningen en de stedenbouwkundig ontwerper van Madurodam en een broer van actrice Maya Bouma en cabaretière Annelies Bouma. Bob Bouma overleed in 2009 op 79-jarige leeftijd
.